# Johana Munzarová
Johana Munzarová (* 15. srpna 1962 Praha) je česká herečka.

## Životopis
Je dcerou z prvního manželství herce Luďka Munzara a loutkoherečky Naděždy Munzarové. Od dětství měla k herectví velmi blízko, už jako malá stála na jevišti a před kamerou. Rodiče se rozešli, když jí byly dva roky. Její matka si po rozvodu v roce 1966 vzala za manžela následující rok Ivana Krause. V roce 1968, když jí bylo šest let, emigrovala rodina z Československa.
Po emigraci trávila dětství v Itálii, Švýcarsku, Paříži, na Bahamách a v Anglii. Na podzim roku 1971 se rodina usadila v Německu.
Po maturitě odcestovala do Mexika (o pobytu v Mexiku se zmiňuje Ivan Kraus ve své knize Prosím tě, neblázni!), kde studovala balet a herectví na National Academy of Performing Acts. Také zde potkala svou první lásku. V roce 1987 se vrátila do Evropy a usadila se v Paříži. Zde studovala francouzský jazyk na Sorboně. Ve Švýcarsku pak vystudovala cestovní ruch.
Po svatbě a narození dcery Diany v roce 1993 pracovala do roku 2004 v Německu a Francii pro německou a francouzskou lodní společnost. Vzhledem k cestování a pobytům v různých zemích ovládá kromě rodné rodného jazyka také angličtinu, němčinu, španělštinu a francouzštinu.

## Filmografie (výběr)
- 1973 Wir warten aufs Christkind TV film pro děti, Německo, Sűdwestfunk (SWF); autorská skupina Ivan Kraus, Pavel Procházka, Anton Zink; režie Roland Bertschinger
- 1974 Sonntagsgeschichten TV seriál, Německo, SWF; režie Roland Bertschinger
- 1979 Freundinnen TV seriál, Německo, SWF; scénář Elke Heidenreich a Irene Rodrian
- 1980 Der Eiserne Gustav TV seriál, Německo
- 1981 Die Warheit die ich brauche krátký film, Německo; režie Tobias Dodt
- 1982 Blut und Ehre (Blood and Honor) (Německo/USA), Daniel Wilson Productions a SWF; režie Bernd Fleischauer; Peabody Award 1982
- 1981 Stachel im Fleisch Solaris Mnichov; režie Heidi Geneé, (kamera Jaroslav Kučera);
- 1990–1992 X-Y show TV seriál, SWF
- 1994 Die Fallers TV film, Německo, Südwestrundfunk a Ardmediathek (SWR/ARD)
- 2012 Vyprávěj-Osudy „4. Mikulášova Hilda“ (role Hilda Dvořáková); režie Biser A. Arichtev, ČT1; Golden Nymph Award 2011
- 2013 Crossing Lines TV seriál, Tandem Communications, München; epizoda 3 „The Terminator“ (role Shirely Doris Potempa)
- 2014 Natan, krátký film, Německo, Kemperly Film Produktion; scénář a režie Simon M. Hoffmann
- 2015 Hänsel, krátký film, Německo, závěrečná práce Kunsthochschule Offenbach; scénář a režie Julie Gaston
- 2016 Aliki, krátký film, Německo, práce ITS Stuttgart (SWR); režie Julian Schönberg
- 2017 Tatort, TV seriál, Německo, epizoda „Dein Name sei Harbinger“, ARD/Rundfunk Berlin-Brandenburg (RBB); režie Florian Baxmeyer
- 2018 Kryger bleibt Krüger (ARD Degeto); režie Marc-Andreas Borchert
- 2021 Sayonara Loreley (ARD/Degeto); režie Wolfang Murnberger
- 2021 Vanja Filmakademie Baden-Württemberg; režie Nandi Grollik, Nandi Nastasja
- 2022 Erzgebirgskrimi (krimiseriál Zweites Deutsches Fernsehen); režie Thorsten M. Schmid
- 2022 Parlament 3te Staffel (FranceTV, BeTV, WDR); režie Amelie Bonnin
- 2022 Remembering James Parker (SAE Institute, Stuttgart); scénář a režie Femi Aalse
- 2023 Loups Garous, Francie, Netflix; scénář a režie Francois Uzan
- 2023 Tatort, TV seriál, Německo, epizoda „Unsere Tochter und Schwester“ (ARD/SWR); režie Andreas Kleinert

## Divadlo
- Taxi Cover-Band Acapulco
- Happy Days Blackwits v Acapulco-show
- Lulu Městské divadlo Baden-Baden, role Kadidja

## Rozhlas a synchronizace
- Ilse haut ab SWF titulní role
- Lenka SWF titulní role
- Titanic
- Der kleine Prinz Wiesbaden Velvets, princ
- Alice in Wunderland Wiesbaden Velvets
- Lehrbuch der tschechischen Sprache nakladatelství Buske, Hamburg